# Galgenlieder à trois
Les Galgenlieder à trois sont un cycle de lieder de la compositrice russe Sofia Goubaïdoulina, écrit entre 1996 et 1998.

## Contexte et création
Sofia Goubaïdoulina écrit ses Galgenlieder pour voix, percussions et contrebasse sur des poèmes de l'auteur allemand Christian Morgenstern.

## Structure
Le cycle comprend quinze lieder :
1. Die Mitternachtsmaus
2. Das Nachdenken
3. Das ästhetische Wiesel
4. Das Knie
5. Das Spiel I
6. Das Spiel II
7. Die Beichte des Wurms
8. Psalm
9. Der Tanz
10. Das Gebet
11. Das Fest des Wüstlings
12. Improvisation
13. Fisches Nachtgesang
14. Nein
15. Das Mondschaf